# NGC 4216
NGC 4216 est une galaxie spirale intermédiaire relativement rapprochée et vue par la tranche et située dans la constellation de la Vierge. NGC 4216 a été découverte par l'astronome germano-britannique William Herschel en 1784.

## Caractéristiques
La classe de luminosité de NGC 4216 est II et elle présente une large raie HI. Elle renferme également des régions d'hydrogène ionisé. De plus, c'est une galaxie LINER, c'est-à-dire une galaxie dont le noyau présente un spectre d'émission caractérisé par de larges raies d'atomes faiblement ionisés. NGC 4216 et NGC 4222 faisaient partie des galaxies étudiées lors du relevé de l'hydrogène neutre de l'amas de la Vierge par le Very Large Array. Les résultats de cette étude sont sur cette page du site du VLA.

### Distance
Sa vitesse par rapport au fond diffus cosmologique est de 6,87 ± 0,59 Mpc (∼22,4 millions d'al), ce qui n'est certes pas la distance qui nous sépare de celle-ci, car elle est trop rapprochée du Groupe local.
Ce n'est certes pas la distance qui nous sépare de NGC 4216, car elle est trop rapprochée du Groupe local. Cependant, à ce jour, 18 mesures indépendantes du décalage vers le rouge ont été réalisées et elles donnes une distance de 16,194 ± 2,082 Mpc (∼52,8 millions d'al). Notons que c'est en utilisant la valeur des mesures des distances indépendantes du décalage, lorsqu'elles existent, que la base de données NASA/IPAC calcule le diamètre des galaxies.

### Morphologie

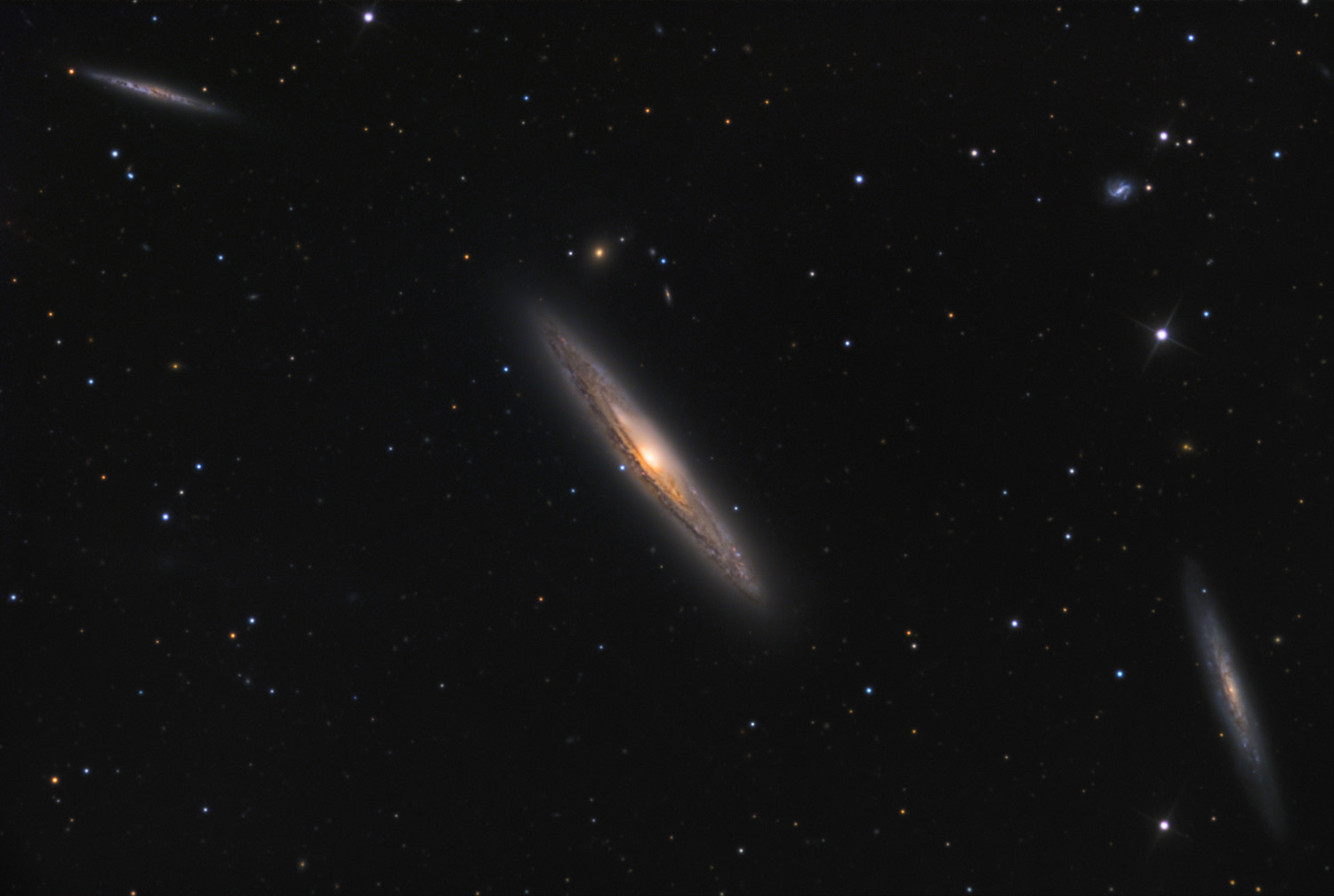
NGC 4216 par Adam Block (Observatoire du mont Lemmon/Université de l'Arizona).
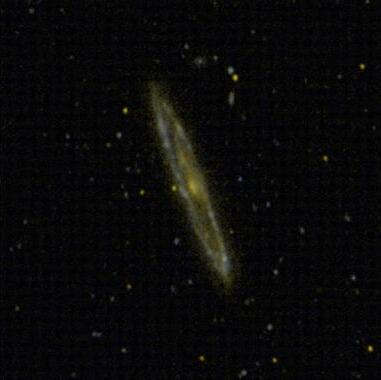
NGC 4216 en ultraviolet par le télescope spatial GALEX.

NGC 4216 a été utilisée par Gérard de Vaucouleurs comme une galaxie de type morphologique (R')SABb sp dans son atlas des galaxies,.

## Groupe de M86
Selon Abraham Mahtessian, NGC 4216 fait partie d'un groupe de galaxies qui compte 22 membres, le groupe de M86 (NGC 4406) (M86 est la plus brillante de ce groupe). Les autres galaxies de la liste de Mahtessian sont M98 (NGC 4192), NGC 4208 (NGC 4212 dans l'article), NGC 4396, NGC 4406 (M86), NGC 4413, NGC 4419, NGC 4438, NGC 4531, NGC 4550, NGC 4552 (M89), M90 (NGC 4569), IC 3094 (appartenance incertaine), IC 3258 et IC 3476.
La liste de Mahtessian renferme quelques erreurs. Par exemple, la galaxie NGC 4438 forme une paire avec la galaxie NGC 4435 et elle devrait logiquement appartenir au groupe de M60 décrit par Mahtessian et au groupe de M49 décrit par A.M. Garcia. Autre exemple, l'omission de la galaxie IC 3583 qui forme une paire avec M90.
De plus, la liste de Mahtessian renferme d'autres erreurs évidentes. On y retrouve par exemple la galaxie NGC 598 qui est en réalité la galaxie du Triangle (M33) et qui fait partie du Groupe local, de même que la galaxie NGC 784 qui appartient au groupe de NGC 672 et qui est au moins trois fois plus rapprochée de la Voie lactée que les autres galaxies du groupe de M86. De plus, trois des galaxies (1110+2225, 1228+1233 et 1508+3723) mentionnées dans l'article sont introuvables dans les bases de données. La notation employée par Mahtessian est un abrégé de la notation du Catalogue of Galaxies and of Clusters of Galaxies CGCG et la correspondance avec d'autres désignations ne figure malheureusement pas dans l'article. Ainsi, les galaxies 0101+1625 et 1005+1233 sont en réalité CGCG 0101.7+1625 (UGC 685) et CGCG 1005.8+1233 (Leo I ou UGC 5470). Leo I fait partie du Groupe local et UGC 685 est à environ 15 millions d'années-lumière de nous en bordure du groupe local. Ces deux galaxies n'appartiennent manifestement pas au groupe de M86.
Certaines de ces galaxies s'approchent de la Voie lactée ou leur vitesse radiale est trop faible pour que l'on puisse calculer leur distance à partir de la loi de Hubble-Lemaître. Heureusement, plusieurs mesures (sauf pour IC 3094 et NGC 4431) ont été réalisées selon des méthodes indépendantes du décalage vers le rouge. La distance moyenne des galaxies du groupe avec suffisamment de mesure non basées sur le décalage est de 14,9 Mpc.